# Maisoncelles-sur-Ajon
Maisoncelles-sur-Ajon és un municipi francès situat al departament de Calvados i a la regió de Normandia. L'any 2007 tenia 195 habitants.

## Demografia

### Població
El 2007 la població de fet de Maisoncelles-sur-Ajon era de 195 persones. Hi havia 68 famílies de les quals 16 eren unipersonals (12 homes vivint sols i 4 dones vivint soles), 16 parelles sense fills, 32 parelles amb fills i 4 famílies monoparentals amb fills.
La població ha evolucionat segons el següent gràfic:
Habitants censats

### Habitatges
El 2007 hi havia 78 habitatges, 68 eren l'habitatge principal de la família, 3 eren segones residències i 7 estaven desocupats. 76 eren cases i 1 era un apartament. Dels 68 habitatges principals, 57 estaven ocupats pels seus propietaris, 10 estaven llogats i ocupats pels llogaters i 1 estava cedit a títol gratuït; 1 tenia dues cambres, 9 en tenien tres, 8 en tenien quatre i 50 en tenien cinc o més. 43 habitatges disposaven pel capbaix d'una plaça de pàrquing. A 25 habitatges hi havia un automòbil i a 36 n'hi havia dos o més.

### Piràmide de població
La piràmide de població per edats i sexe el 2009 era:
| Homes | Edats   | Dones |
| ----- | ------- | ----- |
| 0     | 95 o +  | 0     |
| 0     | 90 a 94 | 0     |
| 0     | 85 a 89 | 0     |
| 0     | 80 a 84 | 8     |
| 8     | 75 a 79 | 0     |
| 0     | 70 a 74 | 8     |
| 4     | 65 a 69 | 4     |
| 0     | 60 a 64 | 0     |
| 0     | 55 a 59 | 0     |
| 8     | 50 a 54 | 0     |
| 12    | 45 a 49 | 12    |
| 4     | 40 a 44 | 8     |
| 8     | 35 a 39 | 12    |
| 8     | 30 a 34 | 8     |
| 12    | 25 a 29 | 0     |
| 4     | 20 a 24 | 4     |
| 8     | 15 a 19 | 0     |
| 4     | 10 a 14 | 12    |
| 0     | 5 a 9   | 4     |
| 20    | 0 a 4   | 4     |

## Economia
El 2007 la població en edat de treballar era de 125 persones, 96 eren actives i 29 eren inactives. De les 96 persones actives 88 estaven ocupades (49 homes i 39 dones) i 8 estaven aturades (3 homes i 5 dones). De les 29 persones inactives 11 estaven jubilades, 11 estaven estudiant i 7 estaven classificades com a «altres inactius».

### Ingressos
El 2009 a Maisoncelles-sur-Ajon hi havia 75 unitats fiscals que integraven 207 persones, la mediana anual d'ingressos fiscals per persona era de 16.496 €.

### Activitats econòmiques
Dels 2 establiments que hi havia el 2007, 1 era d'una empresa financera i 1 d'una empresa immobiliària.

## Poblacions més properes
El següent diagrama mostra les poblacions més properes.